# 艾罗德龙市镇
艾罗德龙市镇是北马其顿共和国首都斯科普里市十个市镇中人口最多的一个。市镇面积为20平方公里，人口数量为77,735人（2021年）。

## 地理
艾罗德龙西南临基塞拉沃達市鎮，西北临岑塔尔市镇，东北临加齊巴巴市鎮，南临斯图代尼查尼市镇。